# Ordine del Lavoro (Azerbaigian)
L'Ordine del Lavoro è un'onorificenza azera.

## Storia
Nel settembre del 2016, mentre partecipava a una conferenza sulla coltivazione del cotone a Sabirabad, il Presidente dell'Azerbaigian İlham Əliyev ha visto la necessità di istituire un ordine del lavoro. Nella sessione plenaria dell'Assemblea nazionale del 29 novembre successivo il presidente della commissione per la politica giuridica e la statualità Əli Hüseynli, ha presentato un corrispondente disegno di legge che è stato accettato dai deputati. Con il decreto n. 1210 firmato dal Presidente il 25 gennaio 2017 è entrata in vigore la legge n. 428-VQD del 29 novembre 2016 "Sulla modifica della legge della Repubblica dell'Azerbaigian sulla creazione di ordini e medaglie della Repubblica dell'Azerbaigian".

## Assegnazione
L'Ordine è assegnato per premiare i cittadini della Repubblica dell'Azerbaigian, gli stranieri e gli apolidi per eccezionali risultati lavorativi volti allo sviluppo e alla prosperità della Repubblica dell'Azerbaigian in qualsiasi campo di attività tra cui:
- il lavoro produttivo a lungo termine nei settori dell'industria, dell'agricoltura, dell'edilizia, dei trasporti, del commercio, dell'artigianato, dell'assistenza infermieristica e di altre prestazioni lavorative nei settori della scienza, dell'istruzione, della salute, della cultura, dell'educazione fisica, dello sport e di altri settori;
- le elevate prestazioni che incidono sullo sviluppo dell'economia agraria nella produzione (trasformazione) dei prodotti agricoli;
- le prestazioni elevate, che incidono sulla produttività del lavoro e sulla qualità dei prodotti che abbiano aumentato la competitività dell'economia del paese;
- la produzione di prodotti di alta qualità e l'introduzione e lo sviluppo di nuove tecnologie e tecniche.[3]

I gradi dell'Ordine del Lavoro della Repubblica dell'Azerbaigian vengono assegnati consecutivamente.

## Classi
L'Ordine dispone delle seguenti classi di benemerenza:
- I Classe
- II Classe
- III Classe

| Insegne    | Insegne   | Insegne  |
| ---------- | --------- | -------- |
|            |           |          |
| Nastri     |           |          |
| III Classe | II Classe | I Classe |

## Insegne
- Il distintivo è costituito da una mezzaluna con all'interno una stella a otto punte. Il distintivo è in oro per la I classe, in argento per la II e in bronzo per la III. Al centro della parte inferiore della mezzaluna vi è incisa la parola "ƏMƏK" (LAVORO) lungo il cerchio. Le punte della stella hanno una forma di fiamma. Il rovescio dell'ordine ha una superficie liscia e al centro vi è il numero di serie.

- Il nastro è per un terzo azzurro, un terzo rosso e un terzo verde.